# 上田敏 (医学者)
上田 敏（うえだ さとし、1932年(昭和7年) - ）は、日本の医学者（リハビリテーション医学）。

## 経歴
福島県生まれ。1956年、東京大学医学部卒。同附属病院冲中内科で内科・神経内科を研修。1960年浴風会病院でリハビリテーションを開始。1963年東大医学博士。題は「神経体液学説に関する研究 : 自律神経中枢におけるCatecholamineおよびMonoamine Oxidaseに関する組織化学的研究 」。1964年ニューヨーク大学リハビリテーション医学研究所に学ぶ。1984年東京大学教授・リハビリテーション部部長。1986年 - 1987年日本リハビリテーション医学会会長。1992年定年退官、帝京大学教授、1997年帝京平成大学教授。1997年－1999年国際リハビリテーション医学会会長。

## 著書
- 『目でみるリハビリテーション医学』東京大学出版会、1971
- 『目でみる脳卒中リハビリテーション』東京大学出版会、1981
- 『リハビリテーションを考える 障害者の全人間的復権』青木書店、1983 障害者問題双書
- 『リハビリテーションの思想 人間復権の医療を求めて』医学書院、1987
- 『脳卒中のリハビリテーション』有斐閣選書、1990
- 『リハビリテーション医学の世界 科学技術としてのその本質、その展開、そしてエトス』三輪書店、1992
- 『リハビリテーション 新しい生き方を創る医学』講談社ブルーバックス、1996
- 『科学としてのリハビリテーション医学』医学書院、2001
- 『ICF(国際生活機能分類)の理解と活用 人が「生きること」「生きることの困難(障害)」をどうとらえるか』きょうされん KSブックレット、2004
- 『リハビリテーションの歩み その源流とこれから』医学書院、2013

### 共編著・編著
- 『リハビリテーション医学全書 20 各種神経筋疾患』編集、医歯薬出版、1975
- 『世界のリハビリテーション リハビリテーションと障害者福祉の国際比較』二木立共著、医歯薬出版、1980
- 『リハビリテーション基礎医学』千野直一、大川嗣雄共編、医学書院、1983
- 『ある病気の運命 結核との闘いから何を学ぶか』砂原茂一共著、東京大学出版会、1984
- 『リハビリテーションと看護』横田碧と編集企画 金原出版、1985、看護mook
- 『リハビリテーションと看護』編著、文光堂、1985、看護学双書
- 『標準リハビリテーション医学』明石謙、緒方甫、安藤徳彦共編、医学書院、1986
- 『脳卒中の早期リハビリテーション これからの考え方と進め方』二木立共著、医学書院、1987
- 『精神を病むということ』秋元波留夫共著、医学書院、1990
- 『セミナー介護福祉 10 一般医学』編、ミネルヴァ書房、1992
- 『セミナー介護福祉 4 リハビリテーションの理論と実際』編、ミネルヴァ書房、1992
- 『長寿社会総合講座 4 老年医学とリハビリテーション』大塚俊男共編著、第一法規出版、1993
- 『リハビリテーション』編、メディカ出版、1994
- 『リハビリテーション医学大辞典』大川弥生共編、医歯薬出版、1996
- 『回生を生きる 本当のリハビリテーションに出会って』鶴見和子、大川弥生共著、三輪書店、1998
- 『一般医学』編、ミネルヴァ書房、2002、新・セミナー介護福祉
- 『リハビリテーションの理論と実際』編、ミネルヴァ書房、2002 新・セミナー介護福祉
- 『患者学のすすめ "内発的"リハビリテーション』鶴見和子共著、藤原書店、2003、鶴見和子・対話まんだら
- 秋元波留夫『99歳精神科医の挑戦 好奇心と正義感』構成、岩波書店、2005

### 翻訳
- N.Hutchins, H.A.Lightbourne『リハビリテーション看護必携』遠藤千恵子共訳、医学書院、1967
- ベンジャミン・スポック、マリオン・レリゴ『スポック博士の心身障害児の療育 親のためのアドバイス』上田礼子、石坂直行共訳、岩崎学術出版社、1972
- Antje Price『進行性筋ジストロフィー 機能障害と心理的諸問題』寺山久美子共訳・監訳、医学書院、1974
- James W.McDaniel『身体障害者の心理と行動』上田礼子共訳、医学書院、1983
- Gary A.Okamoto 編著『リハビリテーションの臨床実践 全人的マネージメントのためのマニュアル』監訳、医学書院サウンダース、1987
- キャロル・ガービッチ『保健医療職のための質的研究入門』上田礼子、今西康子共訳 医学書院、2003

## 参考
- セブンネット